# François Jongen
 (avril 2025).
François Jongen (né le 20 septembre 1961 à Nivelles) est un juriste, écrivain et journaliste belge qui écrit sous le nom de plume de Nicolas Blanmont.

## Biographie
Jongen a étudié le droit et a obtenu son doctorat en droit à l'université catholique de Louvain. À l'université libre de Bruxelles, il a obtenu un licence en journalisme et communication. Il est professeur de droit des médias à l'Université catholique de Louvain et a occupé des postes de professeur invité dans les universités Paris II Panthéon-Assas, Université de Neuchâtel (Suisse) et Université de Liège. De plus, il exerce comme avocat auprès des barreaux de Bruxelles et Nivelles.
François Jongen a publié plusieurs ouvrages juridiques dans le domaine du droit des médias. Il est coéditeur de la revue Auteurs & Media, de la Revue de Jurisprudence de Liège, Mons, Bruxelles et de la revue Administration publique. Il a également été vice-président du conseil d'administration de la RTBF, membre du conseil d'administration de la Régie Média Belge S.A. et vice-président de la Fédération des Jeunesses Musicales de la Communauté française.
Sous le pseudonyme de Nicolas Blanmont, Jongen est critique musical pour le quotidien La Libre Belgique et la chaîne RTBF. Il a gagné en notoriété, depuis 1989, principalement pour la présentation de la diffusion télévisée du Concours Reine Elisabeth et de ses émissions hebdomadaires à la radio Le classique des classiques (La Première) et De vive voix (Musiq'3).
Toujours sous son pseudonyme, Jongen a publié trois romans, de nombreux essais et un guide touristique. Pour le 575e anniversaire de l'Université de Louvain en 2001, Jongen a écrit le libretto de l'oratorio Ludus Sapientiae de Pierre Bartholomée. Il a aussi rédigé une biographie du chef d'orchestre et contre-ténor René Jacobs, intitulée Prima la musica, prime le parole.
Depuis le 1er septembre 2020, François Jongen est directeur de la chaîne de télévision régionale belge TV-Lux, située à Libramont.

## Publications

### Romans
- Qui a tué José H.?. Nauwelaerts, Beauvechain 1988.
- Les aventures du Belge errant. Quorum, Ottignies 1995,  (ISBN 2-930014-65-2).
- Le grand procès. Versant Sud, Louvain-la-Neuve 2004,  (ISBN 2-930358-23-8).

### Ouvrages juridiques
- La police de l'audiovisuel. Analyse comparée des modes de régulation de la radio et de la télévision en Europe. Bruylant, Bruxelles 1994,  (ISBN 2802708678).
- Les médias vus par les juges de l'Union européenne. Dans Medialex. 1999,  (ISSN 1420-3723), p. 221–230.
- Audiovisuel : les révolutions de 89. Avec Pierre Stéphany. Politique et histoire, Bruxelles 1990,  (ISBN 2-87311-004-X).
- Droit de la radio et de la télévision. De Boeck, Bruxelles 1989,  (ISBN 2-8041-1205-5).

## Écrits musicaux
- Prima la musica, prime le parole. Biographie, René Jacobs, Versant Sud, Louvain-la-Neuve 2009,  (ISBN 978-2-930358-42-0).
- Concours Reine Elisabeth, Scènes et coulisses Versant-sud Louvain-la-Neuve, 2012,  (ISBN 978-2-930358-63-5).